# Bradford Jamieson IV
Bradford Jamieson IV (Los Angeles, 18 november 1996) is een Amerikaans betaald voetballer die bij voorkeur als aanvaller speelt. Hij debuteerde in 2014 in het betaald voetbal in het shirt van Los Angeles Galaxy.

## Clubcarrière
Jamieson speelde in 2013 en 2014 in de jeugd van Los Angeles Galaxy en tekende op 20 februari 2014 bij het eerste team. Hij maakte zijn debuut als invaller op 19 juli 2014 tegen Sporting Kansas City. Na nog geen vijf minuten op het veld gaf hij een assist op Robbie Keane. Jamieson IV speelde in zijn eerste seizoen veelal voor LA Galaxy II, dat uitkomt in de USL Pro.